# Hamataliwa
Genre
Synonymes
- Oxyopeidon O. Pickard-Cambridge, 1894
- Megullia Thorell, 1897

Hamataliwa est un genre d'araignées aranéomorphes de la famille des Oxyopidae.

## Distribution
Les espèces de ce genre se rencontrent en Amérique, en Afrique subsaharienne, en Asie et en Australie.

## Description
Les araignées  de ce genre mesurent de 3 à 9 mm.

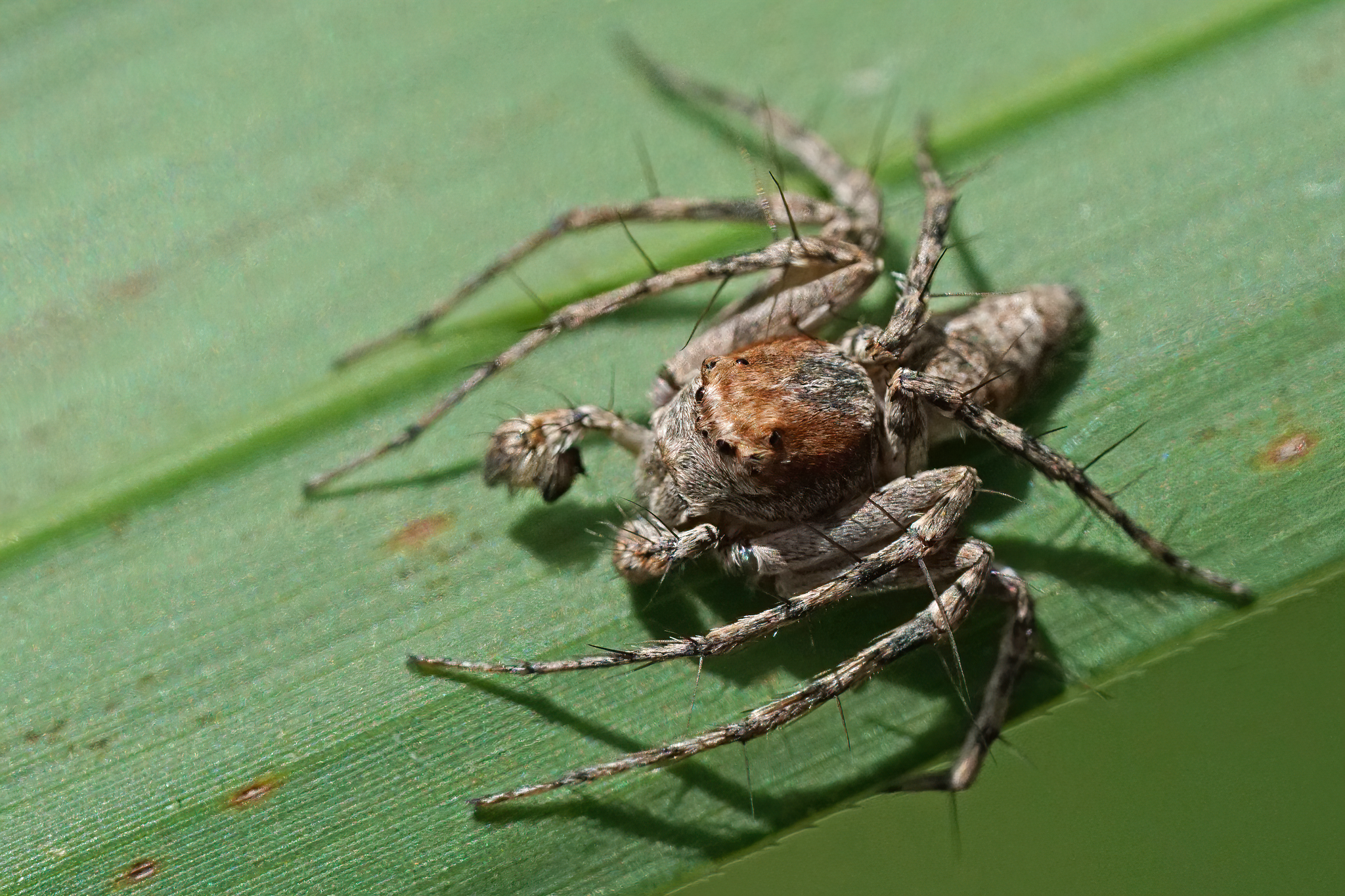
Hamataliwa

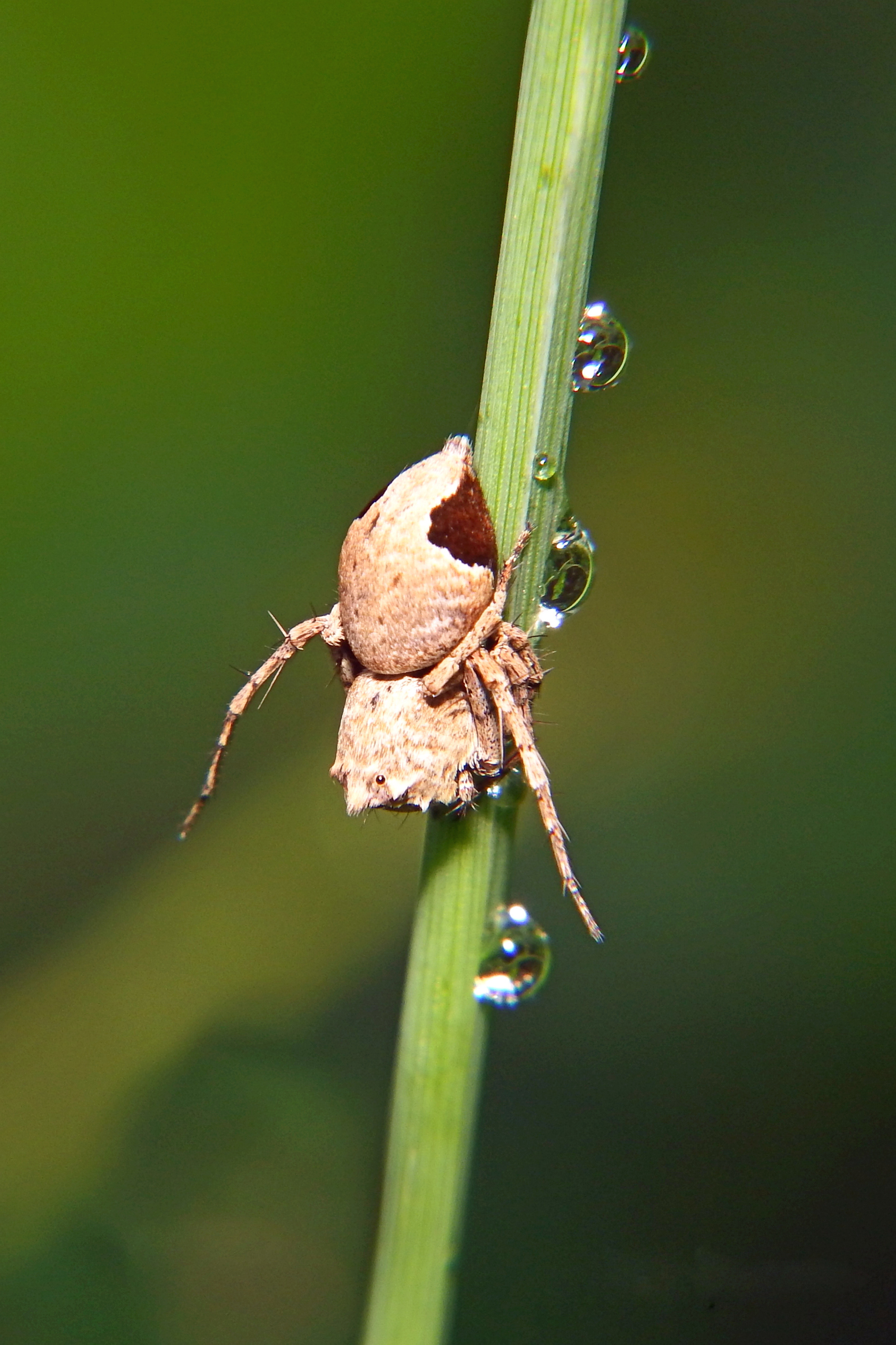
Hamataliwa

## Liste des espèces
Selon World Spider Catalog (version 25.5, 03/02/2025) :
- Hamataliwa albibarbis (Mello-Leitão, 1947)
- Hamataliwa argyrescens Mello-Leitão, 1929
- Hamataliwa aurita Zhang, Zhu & Song, 2005
- Hamataliwa banksi (Mello-Leitão, 1928)
- Hamataliwa barroana (Chamberlin & Ivie, 1936)
- Hamataliwa bicolor (Mello-Leitão, 1929)
- Hamataliwa bituberculata (Mello-Leitão, 1929)
- Hamataliwa brunnea (F. O. Pickard-Cambridge, 1902)
- Hamataliwa buelowae Mello-Leitão, 1945
- Hamataliwa bufo Brady, 1970
- Hamataliwa catenula Deeleman-Reinhold, 2009
- Hamataliwa caudata Mello-Leitão, 1929
- Hamataliwa cavata (Kraus, 1955)
- Hamataliwa cheta Brady, 1970
- Hamataliwa circularis (Kraus, 1955)
- Hamataliwa communicans (Chamberlin, 1925)
- Hamataliwa cooki Grimshaw, 1989
- Hamataliwa cordata Zhang, Zhu & Song, 2005
- Hamataliwa cordivulva Lo, Cheng & Lin, 2024
- Hamataliwa cornuta (Thorell, 1895)
- Hamataliwa crista Amulya, Sebastian & Sudhikumar, 2022
- Hamataliwa crocata Brady, 1970
- Hamataliwa cucullata Tang, Wang & Peng, 2012
- Hamataliwa difficilis (O. Pickard-Cambridge, 1894)
- Hamataliwa dimidiata (Soares & Camargo, 1948)
- Hamataliwa dubia (Mello-Leitão, 1929)
- Hamataliwa facilis (O. Pickard-Cambridge, 1894)
- Hamataliwa flebilis (O. Pickard-Cambridge, 1894)
- Hamataliwa floreni Deeleman-Reinhold, 2009
- Hamataliwa foveata Tang & Li, 2012
- Hamataliwa fronticornis (Lessert, 1927)
- Hamataliwa fronto (Thorell, 1890)
- Hamataliwa globosa (F. O. Pickard-Cambridge, 1902)
- Hamataliwa grisea Keyserling, 1887
- Hamataliwa haytiana (Chamberlin, 1925)
- Hamataliwa helia (Chamberlin, 1929)
- Hamataliwa hellia Dhali, Saha & Raychaudhuri, 2017
- Hamataliwa hista Brady, 1970
- Hamataliwa ignifuga Deeleman-Reinhold, 2009
- Hamataliwa incompta (Thorell, 1895)
- Hamataliwa indica Sen & Sureshan, 2022
- Hamataliwa kulczynskii (Lessert, 1915)
- Hamataliwa labialis (Song, 1991)
- Hamataliwa laeta (O. Pickard-Cambridge, 1894)
- Hamataliwa latifrons (Thorell, 1890)
- Hamataliwa leporauris Lo, Cheng & Lin, 2024
- Hamataliwa maculipes (Bryant, 1923)
- Hamataliwa manca Tang & Li, 2012
- Hamataliwa marmorata Simon, 1898
- Hamataliwa menglunensis Tang & Li, 2012
- Hamataliwa micropunctata (Mello-Leitão, 1929)
- Hamataliwa monroei Grimshaw, 1989
- Hamataliwa nigrescens Mello-Leitão, 1929
- Hamataliwa nigritarsa Bryant, 1948
- Hamataliwa nigriventris (Mello-Leitão, 1929)
- Hamataliwa obtusa (Thorell, 1892)
- Hamataliwa oculata Tang & Li, 2012
- Hamataliwa ovata (Biswas, Kundu, Kundu, Saha & Raychaudhuri, 1996)
- Hamataliwa pedicula Tang & Li, 2012
- Hamataliwa penicillata Mello-Leitão, 1948
- Hamataliwa pentagona Tang & Li, 2012
- Hamataliwa perdita Mello-Leitão, 1929
- Hamataliwa peterjaegeri Deeleman-Reinhold, 2009
- Hamataliwa pilulifera Tang & Li, 2012
- Hamataliwa porcata (Simon, 1898)
- Hamataliwa positiva Chamberlin, 1924
- Hamataliwa pricompta Deeleman-Reinhold, 2009
- Hamataliwa puta (O. Pickard-Cambridge, 1894)
- Hamataliwa quadrimaculata (Mello-Leitão, 1929)
- Hamataliwa rana (Simon, 1898)
- Hamataliwa reticulata (Biswas, Kundu, Kundu, Saha & Raychaudhuri, 1996)
- Hamataliwa rhombiae Amulya & Sudhikumar, 2022
- Hamataliwa rostrifrons (Lawrence, 1928)
- Hamataliwa rufocaligata Simon, 1898
- Hamataliwa sagitta Amulya, Sebastian & Sudhikumar, 2024
- Hamataliwa sanmenensis Song & Zheng, 1992
- Hamataliwa schmidti Reimoser, 1939
- Hamataliwa strandi (Lessert, 1923)
- Hamataliwa subfacilis (O. Pickard-Cambridge, 1894)
- Hamataliwa subhadrae (Tikader, 1970)
- Hamataliwa submanca Tang & Li, 2012
- Hamataliwa torsiva Tang, Wang & Peng, 2012
- Hamataliwa triangularis (Kraus, 1955)
- Hamataliwa tricuspidata (F. O. Pickard-Cambridge, 1902)
- Hamataliwa truncata (Thorell, 1897)
- Hamataliwa tuberculata (Chamberlin, 1925)
- Hamataliwa unca Brady, 1964
- Hamataliwa ursa Brady, 1970
- Hamataliwa vanbruggeni Deeleman-Reinhold, 2009
- Hamataliwa wangi Lin & Li, 2022

## Systématique et taxinomie
Ce genre a été décrit par Keyserling en 1887 dans les Agelenidae.
Oxyopeidon a été placé en synonymie par Bryant en 1948.
Megullia a été placé en synonymie par Deeleman-Reinhold en 2009.

## Publication originale
- Keyserling, 1887 : « Neue Spinnen aus America. VII. » Verhandlungen der kaiserlich-königlichen zoologisch-botanischen Gesellschaft in Wien, vol. 37, p. 421-490.